# 阿久比町立草木小学校
阿久比町立草木小学校（あぐいちょうりつ くさぎしょうがっこう）は、愛知県知多郡阿久比町にある公立小学校。

## 校区
- 阿久比町西部の小学校であり、草木が校区である。公立中学校に進学する場合は阿久比町立阿久比中学校に進学する[1]。

## 沿革
- 1873年（明治6年）
  - 9月 - 草木村に彫琢学校が開校。
  - （月日不明） - 坂部村に総整学校が開校。洞雲院を仮校舎とする。
  - （月日不明） - 福住村に友文学校が開校。興昌寺[注釈 1]を仮校舎とする。
- 1875年（明治8年） - 彫琢学校が草木学校に改称する。
- 1876年（明治9年） - 総整学校が坂部学校に改称する。
- 1878年（明治11年） - 白沢村、草木村、坂部村、卯之山村、稗之宮村、椋岡村、角岡村、矢口村、高岡村、大古根村、植村、横松村、萩村、宮津村、板山村、福住村が合併し、阿久比村となる。
- 1879年（明治12年） - 友文学校が福住学校に改称する。
- 1884年（明治17年） -
  - 阿久比村が白沢村、草木村、卯坂村[2]、阿久比村[3]、椋岡村[4]、矢高村[5]、植大村[6]、横松村、萩村、宮津村、板山村、福住村に分立する。
  - 坂部学校が卯坂学校に改称する。
  - 福住学校が宮津学校に統合され、宮津学校福住分教場を設置する
- 1887年（明治20年） -
  - 草木学校が草木尋常小学校に改称する。
  - 卯坂学校が草木尋常小学校に統合され、草木尋常小学校卯坂分教場となる。
- 1889年（明治22年） -
  - 横松村、萩村、宮津村、板山村、福住村が合併し、東阿久比村が発足。
  - 白沢村、草木村、卯坂村が合併し、上阿久比村が発足
  - 阿久比村、椋岡村、矢高村、植大村が合併し、阿久比村が発足。
  - 宮津尋常小学校福住分教場が独立し、福山尋常小学校となる。
- 1892年（明治25年） - 草木尋常小学校卯坂分教場が独立し、卯坂尋常小学校となる。
- 1906年（明治39年）5月1日 - 阿久比村、東阿久比村、上阿久比村と合併し、阿久比村が発足。
- 1907年（明治40年）1月1日 - 福山尋常小学校、草木尋常小学校、卯坂尋常小学校を統合し、阿久比第二尋常小学校となる。統合校舎は無く、福山、草木、卯坂に分教場を設置。
- 1908年（明治41年）7月1日 - 阿久比第二尋常小学校草木分教場が独立し、阿久比第三尋常小学校となる。
- 1909年（明治42年）9月26日 - 現在地に校舎を新築し、移転する。
- 1926年（大正15年） - 高等科を設置し、阿久比第三尋常高等小学校に改称する。青年訓練所を併設する。
- 1935年（昭和10年） - 第三青年学校を併設する。
- 1941年（昭和16年）4月1日 - 第三国民学校に改称する。
- 1944年（昭和19年）11月 - 阿久比村内の4つの青年学校を統合し、阿久比村大字卯坂字殿越[注釈 2]に阿久比村立青年学校が開校。
- 1947年（昭和22年）4月1日 - 阿久比村立第三小学校に改称する。
- 1948年（昭和23年）4月1日 - 阿久比村立草木小学校に改称する。
- 1953年（昭和28年）1月1日 - 阿久比村が町制施行し、阿久比町が発足。同時に阿久比町立草木小学校に改称する。
- 1968年（昭和43年）2月 - 新校舎（鉄筋コンクリート造）が完成する。
- 1969年（昭和44年）10月 - 校舎を増築する。
- 1974年（昭和49年）4月 - プールが完成する。
- 1979年（昭和54年）2月 - 校舎を増築する。
- 1989年（平成元年）2月 - 校舎を増築する。

## 交通アクセス
- 名鉄河和線坂部駅下車、徒歩約40分。
- 名鉄河和線白沢駅下車、徒歩約40分。
- 阿久比町循環バス　オレンジライン「中島公園」バス停より徒歩約3分。

## 周辺施設
- 阿久比町立阿久比スポーツ村野球場
- デンソー阿久比製作所
- 草木保育園